# Conquista aragonese della Sardegna
(Ramon Muntaner commenta la vittoria finale sui pisani)
La conquista aragonese della Sardegna ebbe luogo tra il 1323 e il 1326. L'isola di Sardegna era al tempo soggetta all'influenza della Repubblica di Pisa, di Genova e delle famiglie dei Doria e dei Malaspina, l'unica entità statale autoctona sopravvissuta era il giudicato di Arborea, alleato della Corona d'Aragona. Le difficoltà finanziarie dovute alle guerre in Sicilia (fino al 1295), al conflitto con la Corona di Castiglia nella terra di Murcia e Alicante (1296-1304) e al fallito tentativo di conquista di Almería (1309) spiegano il ritardo di Giacomo II di Aragona nel concretizzare la conquista della Sardegna, a lui infeudata da Papa Bonifacio VIII nel 1297.
Il possesso dell'isola sarda interessava ai catalano-aragonesi sia per ragioni strategiche che economiche. La Sardegna abbondava di risorse naturali come l'argento e il sale e aveva una fiorente economia agro-pastorale; inoltre la sua posizione geografica garantiva un maggiore controllo sul mediterraneo occidentale e l'isola stessa era una base indispensabile per la creazione della cosiddetta ruta de las islas che permetteva di dimezzare il tempo di navigazione per raggiungere i ricchi mercati del mediterraneo orientale.

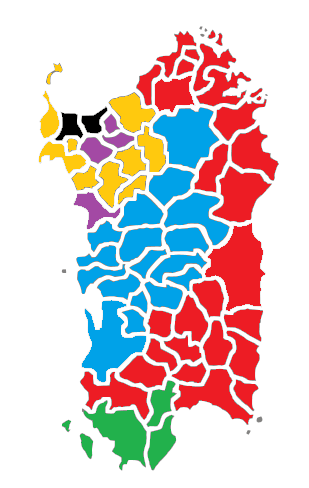
Situazione politica in Sardegna prima dell'acquisizione aragonese;
Repubblica di Pisa
Doria
Libero comune di Sassari
della Gherardesca gherardiani
Malaspina
Giudicato di Arborea

## Svolgimento

### Cronologia degli eventi
- Nel 1321 le Cortes di Gerona accettarono l'offerta di Sancho I di Maiorca di venti galee, duecento cavalli, e un gran numero di operai utili per intraprendere la conquista della Sardegna[1], altri aiuti giunsero dal Regno di Valencia e dal Regno di Aragona.
- l'11 aprile del 1323 Ugone II di Arborea divenuto vassallo di Giacomo II in cambio del mantenimento dei diritti dinastici, aprì le ostilità contro i pisani, sconfiggendoli nei pressi di Sanluri[2].
- Il 15 maggio una flotta di tre galee con 200 cavalieri e 2000 fanti al comando di Gherardo de Roccaberti e suo nipote Dalmazzo de Roccabertí partirono da Barcellona in aiuto del giudice di Arborea prendendo posizione vicino a Quartu, a poca distanza da Castel di Castro. Si trattava dell'avanguardia del grande corpo di spedizione che nel frattempo si stava radunando in Catalogna[3].

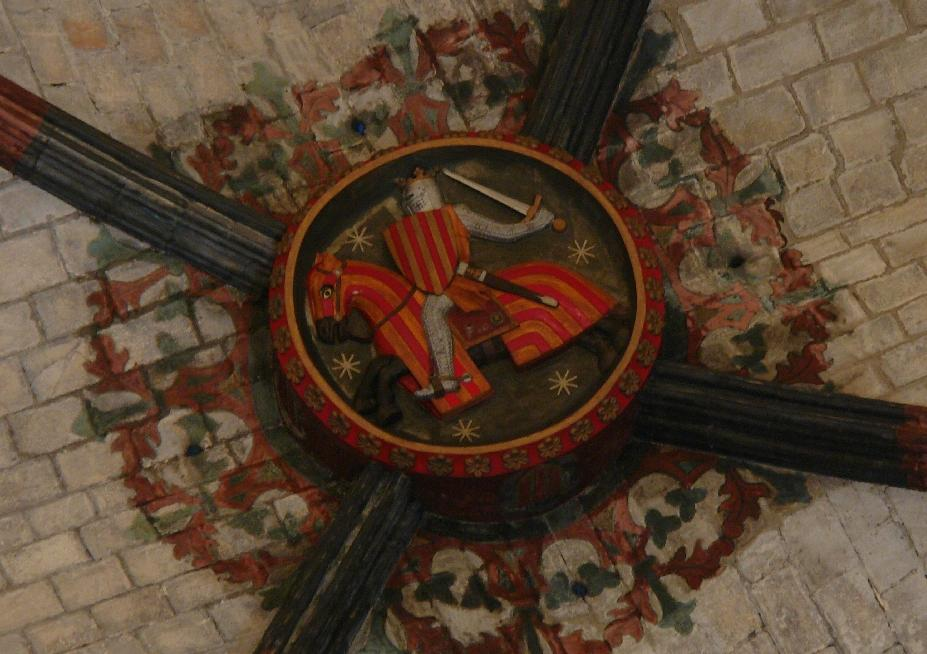
L'infante Alfonso, futuro Alfonso IV, raffigurato in groppa ad un cavallo in una delle chiavi di volta della Basilica di Santa Maria del Mar, Barcellona

- Dopo anni di preparazione una potente flotta composta di 300 navi, al cui comando fu posto l'ammiraglio Francesco Carroz e sulla quale fu imbarcata l'armata di invasione[4], partì il 31 maggio 1323 da Port Fangos in Tarragona. Era composta da 20 cocche, tra cui l'ammiraglia Sant'Eulalia, 53 galee, 24 navi a vela, navi speciali (uxer) per il trasporto dei cavalli e per i rifornimenti[5]. Durante il tragitto verso la Sardegna la flotta compì una sosta di quattro giorni a Mahón, sull'isola di Minorca, per poi riprendere la navigazione verso Capo San Marco[6].
- Su consiglio di Ugone II lo sbarco della flotta aragonese avvenne il 13 giugno a Palmas, nel Sulcis dove fu creata la prima testa di ponte. Sempre su richiesta del giudice arborense il 24 giugno i catalano-aragonesi, sotto la guida dell'infante Alfonso iniziarono l'assedio di Villa di Chiesa, importante città mineraria fondata dal conte Ugolino della Gherardesca decenni prima e ora sotto il controllo della Repubblica di Pisa. Ad ottobre una flotta pisana compì un'incursione nelle acque di Portovesme dove bruciò due galee catalane per poi ritirarsi[7]. La città di Villa di Chiesa resistette sette mesi prima di cadere per fame il 7 febbraio 1324.
- Poco si sa sulla campagna militare degli aragonesi nell'interno dell'isola; Raimondo de Sentmenat scrive al re che, al comando di un piccolo contingente di cavalieri e serventi iberici e 50 cavalieri e 200 fanti arborensi, nel dicembre del 1323 si era diretto dal Goceano nelle Baronie, prendendo 33 villaggi tra cui forse Orosei e Dorgali e qualche castello. Tuttavia fu costretto poco dopo a scontrarsi con un contingente pisano, che aveva riconquistato due villaggi[7]. Francesco Carroz, Ramon de Peralta e Bernardo de Cabrera con la flotta furono inviati a Pisa; lungo il tragitto presero il castello di Medusa e attaccarono Terranova, ma non raggiunsero l'obiettivo finale a causa del maltempo e quindi tornarono verso Cagliari[7].
- Una settimana dopo la presa di Villa di Chiesa, il 13 febbraio l'esercito aragonese si diresse verso Castel di Castro, ricongiungendosi con gli armati di Gherardo de Roccaberti, stanziati a Quartu. In aiuto di Castel di Castro i Pisani inviarono in Sardegna una flotta di 40 galee, 12 uxer, 60 barche di piombinesi al comando del conte Manfredi della Gherardesca. Partita da Pisa il 16 febbraio fece scalo ad Olbia (Terranova) dove furono imbarcati 200 cavalieri provenienti dai possedimenti galluresi insieme ad altre forze. Secondo le cronache dell'epoca, complessivamente, la flotta trasportava 500 cavalieri e 1 000 balestrieri[5]. Mentre si avvicinavano a Castel di Cagliari, le navi pisane furono intercettate dalle galee aragonesi che tentarono di ingaggiare battaglia. I Pisani rifiutarono lo scontro; ne seguirono delle trattative al termine delle quali le parti si accordarono per uno scontro campale concedendo - gli Aragonesi - lo sbarco in libertà vicino a Capoterra.
- Il 29 febbraio l'esercito aragonese e quello pisano si affrontarono in una battaglia campale presso l'attuale centro di Elmas. La cosiddetta battaglia di Lucocisterna si risolse con una sofferta vittoria da parte degli iberici. Nello stesso giorno la flotta pisana venne sconfitta nelle acque vicino a Cagliari dall'ammiraglio Francesco Carroz. Molti Pisani furono fatti prigionieri mentre cercavano rifugio sulle navi[8].
- Dopo la vittoria a Lucocisterna, gli aragonesi si acquartierarono sul colle di Bonaria e iniziarono l'assedio di Castel di Castro. I pisani furono costretti ad accettare la resa in giugno e a cedere agli aragonesi i loro possedimenti territoriali in Sardegna che comprendevano gli ex-giudicati di Calari e Gallura. La repubblica di Pisa mantenne tuttavia, per il momento, il controllo su Castel di Castro e i villaggi limitrofi di Villanova e Stampace[9]

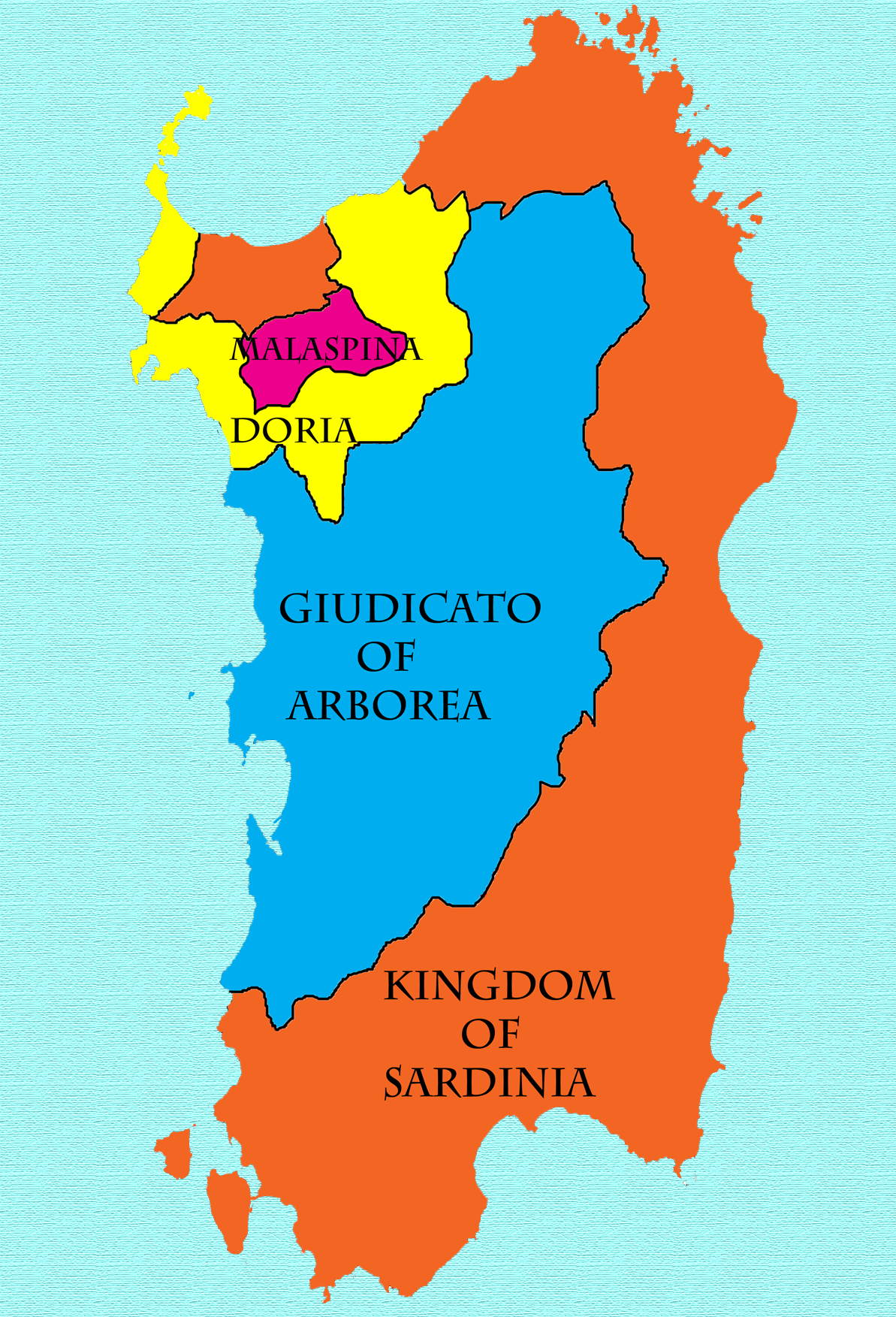
Il Regno di Sardegna (arancio) dopo la resa di Pisa nel giugno del 1326

- Nel 1325 i Doria cercarono di occupare Sassari[10], ex-comune confederato alla Repubblica di Genova passato agli aragonesi nel 1323, e Pisa entrò nuovamente in conflitto con l'Aragona. Nel novembre dello stesso anno una flotta genovese e pisana fu radunata nel porto di Savona[11]. Il 29 dicembre la flotta catalano-aragonese di Francesco Carroz sconfisse in una battaglia navale svoltasi presso il golfo di Cagliari quella pisano-genovese affidata a Gaspare Doria[11]. 800 marinai italiani di Pisa e Genova perirono mentre altri 600 furono catturati[12].
- Nel gennaio successivo gli aragonesi guidati da Ramon de Peralta assaltarono Stampace massacrandone la popolazione. Pisa dovette accettare una nuova capitolazione che costrinse la repubblica toscana a cedere definitivamente Castel di Castro al Regno di Sardegna nel giugno del 1326[13]; il 9 del mese le armate iberiche entrarono trionfalmente in città (rinominata Castel de Càller, nuova capitale del regno) dalla porta di San Pancrazio. Le case dei pisani espulsi furono riassegnate a sudditi della Corona d'Aragona[14].

## Conseguenze
Nel 1347 l'Aragona e i Doria sardi entrarono nuovamente in conflitto scontrandosi nella battaglia di Aidu de Turdu, località tra Bonorva e Giave.
Sentendosi minacciato dal crescente strapotere aragonese nel resto dell'isola, il nuovo giudice di Arborea Mariano IV ruppe l'alleanza con la corona iberica e, alleatosi con i Doria, dichiarò guerra al regno di Sardegna. Lo scontro militare si protrasse per decenni, fino all'estinzione del giudicato arborense (che per alcuni periodi riuscì a riconquistare agli aragonesi quasi tutta l'isola) nel 1420.